# هومرایش
هومرایش (به آلمانی: Hümmerich) یک شهر در آلمان است که در Neuwied واقع شده‌است. هومرایش ۷۷۳ نفر جمعیت دارد.